# Vallée du Rio dos Sinos

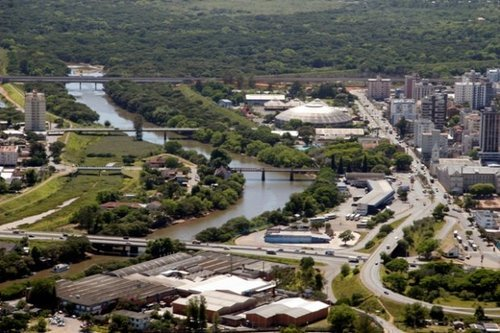
La vallée du Rio dos Sinos

La Vallée du Rio dos Sinos (en portugais: Vale do Rio dos Sinos) est traversée par le cours d'eau Rio dos Sinos, qui forme dans ce lieu géographique une étendue vallée fertile, comportant de nombreuses municipalités, sur une surface de 1 398,5 km2. Bien que parfois abrégé Vale do Sinos, la forme correcte est Vale do Rio dos Sinos.
Selon les données de la FEE (Fundação de Economia e Estatística du Rio Grand do Sul) de 2005, la population totale de la vallée du rio dos Sinos est de 1 316 823 habitants, la densité démographique de 941,6 hab/km2, le taux d'analphabétisme (2000) de 4,80 % et l'espérance de vie (2000) de 71,76 ans.
Les municipalités comprises dans la Vale dos Sinos sont: Araricá, Campo Bom, Canoas, Dois Irmãos, Estância Velha, Esteio, Ivoti, Nova Hartz, Nova Santa Rita, Novo Hamburgo, Portão, São Leopoldo, Sapiranga, Sapucaia do Sul.